# Leathermouth
Leathermouth (también escrito LeATHERMØUTH) fue una banda de hardcore punk procedente de Nueva Jersey (Estados Unidos). Integrada nuclearmente por el vocalista Frank Iero, los guitarristas Rob Hughes y Ed Auletta, el bajista John McGuire  y el baterista James Dewees. 
En enero del 2009 lanzaron XO, por Epitaph Records, teniendo un buen recibimiento, y siendo comparados musicalmente con Black Flag e Ink & Dagger.
Tras más de tres años de inactividad, el 19 de mayo de 2013 Leathermouth tocó en el New Jersey's Skate and Surf Festival, compartiendo con bandas como Glassjaw, Rx Bandits y A Day to Remember.

## Historia
La banda fue fundada en 2006 por el guitarrista Bobbie Venom, integrando a Vincent Avarali, el baterista Steve Oyola, el bajista Andrew Escobar y un vocalista desconocido.
Frank Iero en 2007 los invitó a firmar con su casa discográfica Skeleton Crew, este se interesó en la banda, y ya que el vocalista original dejó la banda, Frank entró oficialmente a esta.
Después de cambios de formación la banda grabó tres canciones demo y se presentó a mediados de 2008 en vivo con las bandas Reggie and the Full Effect y Warship en el Farewell Tour.
En octubre del 2008, la banda firmó con Epitaph Records. El presidente de Epitaph, Brett Gurewitz, declaró que la banda es interesante, en las líricas y la música. El 3 de diciembre, la banda lanzó el sencillo «Bodysnatchers 4 ever».
XO fue lanzado el 27 de enero de 2009, y llegó al número 21 de la lista Top Heatseekers.
Tras eso, la banda dio varias presentaciones más durante 2009; al volver a trabajar James y Frank con My Chemical Romance, la banda se encuentra inactiva. Aunque en una entrevista, Frank aclaró desear a volver a grabar con Leathermouth.

## Miembros
Última formación
- Frank Iero – voz (2007–2010, 2013)
- Rob "Bobbie Venom" Hughes – guitarra principal, coros (2007–2010, 2013)
- Ed Auletta – guitarra rítmica (2008–2010, 2013)
- John "Hambone" McGuire  – bajo, coros (2008–2010, 2013)
- James Dewees – batería, percusión (2008–2010, 2013)

Miembros anteriores
- Andrew Escobar – bajo, coros (2007)
- Vincent Averelli – guitarra rítmica (2007)
- Steve Oyola – batería, percusión (2007)

## Discografía
- XO (2009).

## Videografía
- "Bodysnatchers 4 ever" (2009)